# Sergentomyia calcarata
Sergentomyia calcarata är en tvåvingeart som först beskrevs av Aimé Georges Parrot 1948.  Sergentomyia calcarata ingår i släktet Sergentomyia och familjen fjärilsmyggor. Inga underarter finns listade i Catalogue of Life.